# Mark Mangini
Mark Mangini est un monteur son américain né à Boston (Massachusetts).

## Biographie
Mark Mangini fait des études de langues et de philosophie au Collège de la Sainte Croix à Worcester (Massachusetts), mais arrête avant le diplôme.
Il a un enfant qui se prénomme Rio Mangini.
Il travaille actuellement[Quand ?] chez The Formosa Group, après avoir été successivement chez Hanna-Barbera Productions, Thundertracks Ltd, Screaming Lizard Productions, Weddington Productions (une société qu'il a créée), Technicolor et Soundelux (en).
Il a créé le nouveau son du rugissement du lion de la MGM.

## Filmographie (sélection)
- 1979 : Star Trek, le film (Star Trek: The Motion Picture) de Robert Wise
- 1980 : Nimitz, retour vers l'enfer (The Final Countdown) de Don Taylor
- 1981 : Les Aventuriers de l'arche perdue (Raiders of the Lost Ark) de Steven Spielberg
- 1981 : New York 1997 (Escape from New York) de John Carpenter
- 1982 : 48 heures (48 Hrs.) de Walter Hill
- 1982 : Poltergeist de Tobe Hooper
- 1983 : Under Fire de Roger Spottiswoode
- 1984 : Gremlins de Joe Dante
- 1986 : Star Trek 4 : Retour sur Terre (Star Trek IV: The Voyage Home) de Leonard Nimoy
- 1987 : Trois Hommes et un bébé (Three Men and a Baby) de Leonard Nimoy
- 1987 : L'Aventure intérieure (Innerspace) de Joe Dante
- 1989 : Star Trek 5 : L'Ultime Frontière (Star Trek V: The Final Frontier) de William Shatner
- 1990 : RoboCop 2 d'Irvin Kershner
- 1990 : Gremlins 2 : La Nouvelle Génération (Gremlins 2: The New Batch) de Joe Dante
- 1991 : La Belle et la Bête (Beauty and the Beast) de Gary Trousdale et Kirk Wise
- 1992 : Aladdin de John Musker et Ron Clements
- 1993 : Rasta Rockett (Cool Runnings) de Jon Turteltaub
- 1994 : La Famille Pierrafeu (The Flintstones) de Brian Levant
- 1994 : Le Roi lion (The Lion King) de Roger Allers et Rob Minkoff
- 1995 : Une journée en enfer (Die Hard with a Vengeance) de John McTiernan
- 1997 : Le Cinquième Élément de Luc Besson
- 1998 : L'Arme fatale 4 (Lethal Weapon 4) de Richard Donner
- 1998 : La Cité des anges (City of Angels) de Brad Silberling
- 1999 : La Ligne verte (The Green Mile) de Frank Darabont
- 2001 : Comme chiens et chats (Cats & Dogs) de Lawrence Guterman
- 2001 : Les Visiteurs en Amérique de Jean-Marie Poiré
- 2008 : Che, 1re partie : L'Argentin (Che) de Steven Soderbergh
- 2008 : Che, 2e partie : Guerilla (Che) de Steven Soderbergh
- 2009 : Star Trek de J. J. Abrams
- 2010 : Valentine's Day de Garry Marshall
- 2013 : Jack le chasseur de géants (Jack the Giant Slayer) de Bryan Singer
- 2015 : Mad Max: Fury Road de George Miller
- 2021 : Dune de Denis Villeneuve

## Distinctions

### Récompenses
- Oscars 2016 : Oscar du meilleur montage de son pour Mad Max: Fury Road
- BAFTA 2022 : British Academy Film Award du meilleur son pour Dune
- Oscars 2022 : Oscar du meilleur mixage de son pour Dune

### Nominations
- Oscars 1987 : Oscar du meilleur montage de son pour Star Trek 4 : Retour sur Terre
- Oscars 1993 : Oscar du meilleur montage de son pour Aladdin
- Oscars 1998 : Oscar du meilleur montage de son pour Le Cinquième Élément
- BAFTA 2016 : British Academy Film Award du meilleur son pour Mad Max: Fury Road